# Chašmona'im
Chašmona'im (hebrejsky חַשְׁמוֹנָאִים, v oficiálním přepisu do angličtiny Hashmona'im, doslova „Hasmoneovci“, podle starověké vládnoucí židovské dynastie , která měla vazby na tento region) je izraelská osada a vesnice typu společná osada (jišuv kehilati) na Západním břehu Jordánu v distriktu Judea a Samaří a v Oblastní radě Mate Binjamin.

## Geografie
Nachází se v nadmořské výšce 190 metrů na náhorní plošině na Ajalonským údolím, na západním okraji pahorkatiny na pomezí Judska a Samařska, cca 2 kilometry severovýchodně od města Modi'in-Makabim-Re'ut, cca 25 kilometrů severozápadně od historického jádra Jeruzalému a cca 28 kilometrů jihovýchodně od centra Tel Avivu. Chašmona'im je součástí aglomerace izraelských sídel rozkládajících se po obou stranách Zelené linie, nazývané někdy Modi'in Valley, jejíž součástí jsou města Modi'in-Makabim-Re'ut a Modi'in Illit a několik menších sídel venkovského typu včetně Chašmona'im.
Obec je napojena na dopravní síť prostředcitvím lokální silnice číslo 446, která na jihu ústí do města Modi'in-Makabim-Re'ut, na severu vede k městu Modi'in Illit a dál k izraelským osadám na západním okraji Západního břehu Jordánu (Bejt Arje-Ofarim).

## Dějiny
Vesnice byla zřízena roku 1985. Slavnostní položení základního kamene proběhlo 4. prosince 1983. Pak začaly práce na budování infrastruktury. 12. července 1984 se uskutečnilo slavnostní zahájení výstavby prvních domů za účasti předsedy vlády Jicchaka Šamira. Výstavbu osady ale nefinancoval stát, šlo o ryze privátní projekt. V srpnu 1987 se sem nastěhovali první stálí obyvatelé. Šlo o deset rodin. Elektřina sem byla zavedena v červnu a červenci 1988, telefonní linky zprovozněny v červnu 1989. Zpočátku chyběly cesty se zpevněným povrchem.
7. července 1988 byla osada prohlášena oficiálně za obec. Ta se skládala ze dvou čtvrtí: Ramat Modi'in (vlastní nově zbudovaná osada) a Ganej Modi'in (o něco starší zástavba ležící jižním směrem osídlená od roku 1985 a obývaná ultraortodoxními Židy. V květnu 1996 byla ale čtvrť Ganej Modi'in na základě žádosti jejích obyvatel odtržena od Chašmona'im a připojena k tehdejší místní radě ultraortodoxního Modi'in Illit. Od té doby sestává Chašmona'im z jediné čtvrti Ramat Modi'in a obě jména se používají občas jako označení obce. Obě původní součásti obce ale jsou stavebně i dopravně propojeny a měly i pak společnou poštovní adresu. V roce 2003 navrhly úřady v Modi'in Illit, aby byla čtvrť Ganej Modi'in znovu připojena k Chašmona'im, což ale obyvatelé obou částí odmítli a Ganej Modi'in tak zůstává formální součástí Modi'in Illit. V Chašmona'im funguje devět synagog, pět mateřských škol, základní škola a střední židovská škola (ješiva).
Počátkem 21. století byl celý blok osad okolo města Modi'in Illit včetně Chašmona'im zahrnut do Izraelské bezpečnostní bariéry a oddělen tak od okolních arabských vesnic. Izrael si hodlá tuto část Západního břehu Jordánu ponechat i po případné mírové smlouvě s Palestinci.

## Demografie
Mezi obyvateli Chašmona'im převažují stoupenci náboženského sionismu. Formálně jde sice o sídlo vesnického typu (bez statutu místní rady ani města), urbanisticky ovšem jde o obec rezidenčního, předměstského charakteru s poměrně vysokým počtem obyvatel. Podle údajů z roku 2014 tvořili naprostou většinu obyvatel Židé (včetně statistické kategorie "ostatní", která zahrnuje nearabské obyvatele židovského původu ale bez formální příslušnosti k židovskému náboženství).
Jde o obec s dlouhodobě rostoucí populací. K 31. prosinci 2014 zde žilo 2638 lidí. Během roku 2014 populace klesla o 0,8 %.
| Rok            | 1989 | 1990 | 1991 | 1992  | 1993  | 1994  | 1995  | 1996  | 1997  | 1998  | 1999  | 2000  |
| -------------- | ---- | ---- | ---- | ----- | ----- | ----- | ----- | ----- | ----- | ----- | ----- | ----- |
| Počet obyvatel | 450  | 639  | 915  | 1 160 | 1 330 | 1 470 | 1 730 | 1 490 | 1 410 | 1 530 | 1 770 | 1 830 |

| Rok            | 2001  | 2002  | 2003  | 2004  | 2005  | 2006  | 2007  | 2008  | 2009  | 2010  | 2011  | 2012  | 2013  | 2014  |
| -------------- | ----- | ----- | ----- | ----- | ----- | ----- | ----- | ----- | ----- | ----- | ----- | ----- | ----- | ----- |
| Počet obyvatel | 1 880 | 1 950 | 2 097 | 2 235 | 2 225 | 2 359 | 2 506 | 2 591 | 2 588 | 2 610 | 2 643 | 2 573 | 2 661 | 2 638 |